# Monceau-le-Neuf-et-Faucouzy
Monceau-le-Neuf-et-Faucouzy ist eine französische Gemeinde mit 321 Einwohnern (Stand: 1. Januar 2022) im Département Aisne in der Region Hauts-de-France; sie gehört zum Arrondissement Vervins und zum Kanton Marle.

## Geographie
Die Gemeinde Monceau-le-Neuf-et-Faucouzy liegt im Westen der Landschaft Thiérache, etwa 25 Kilometer ostsüdöstlich von Saint-Quentin. Hier entspringt der Péron, hier auch noch Péronnelle genannt, und durchquert das Gemeindegebiet. Nachbargemeinden von Monceau-le-Neuf-et-Faucouzy sind Landifay-et-Bertaignemont im Norden, Le Hérie-la-Viéville im Norden und Nordosten, Housset im Nordosten und Osten, Sons-et-Ronchères im Osten und Südosten, Bois-lès-Pargny im Südosten, Chevresis-Monceau im Süden und Westen sowie Parpeville im Westen und Nordwesten.

## Bevölkerungsentwicklung
| Jahr                       | 1962 | 1968 | 1975 | 1982 | 1990 | 1999 | 2006 | 2014 | 2022 |
| -------------------------- | ---- | ---- | ---- | ---- | ---- | ---- | ---- | ---- | ---- |
| Einwohner                  | 483  | 459  | 418  | 370  | 348  | 330  | 336  | 326  | 321  |
| Quellen: Cassini und INSEE |      |      |      |      |      |      |      |      |      |

## Sehenswürdigkeiten
- Kirche Saint-Martin
- Kapelle im Ortsteil Faucouzy (ehemalige Kirche Notre-Dame)

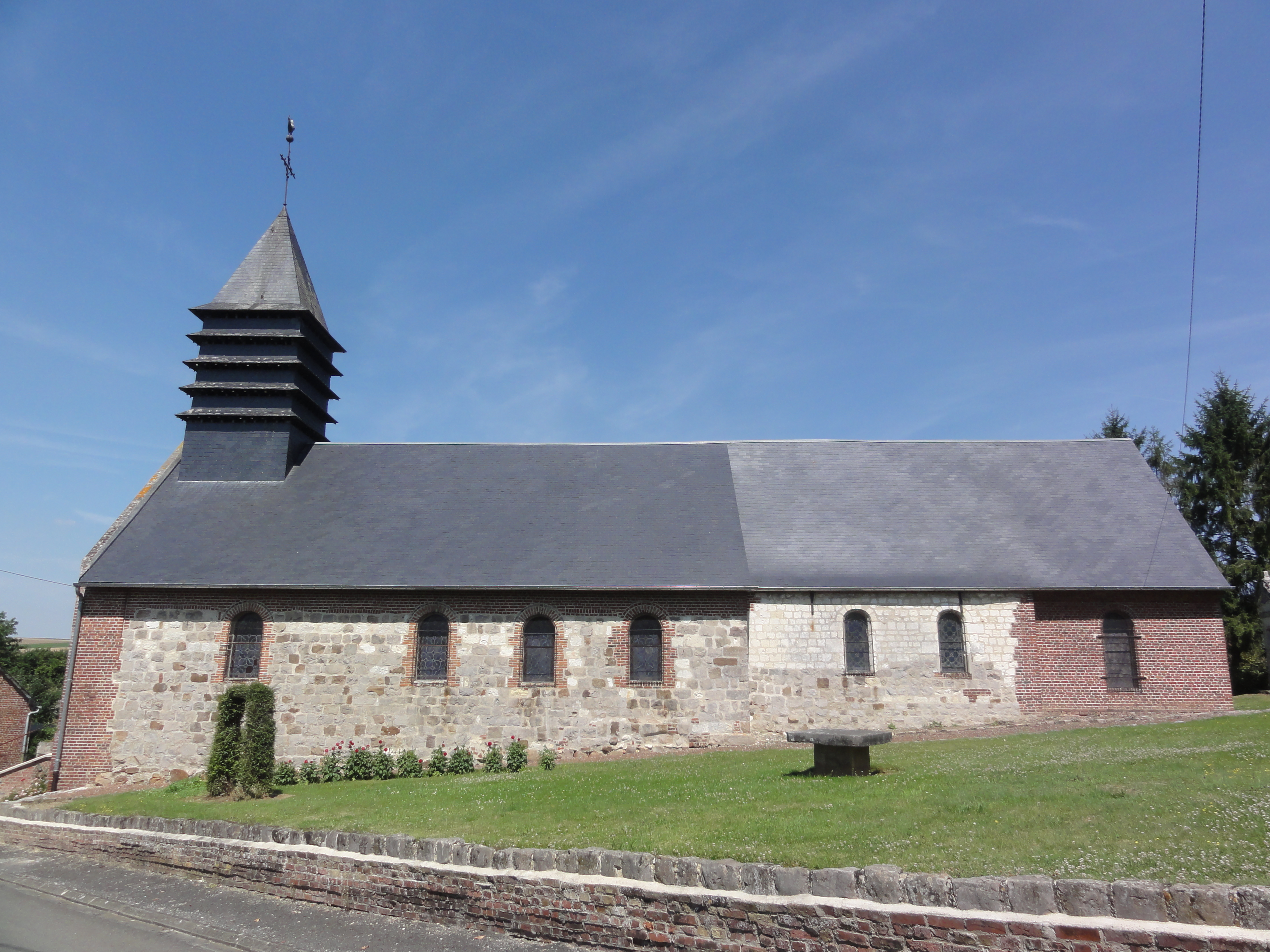
Kirche Saint-Martin
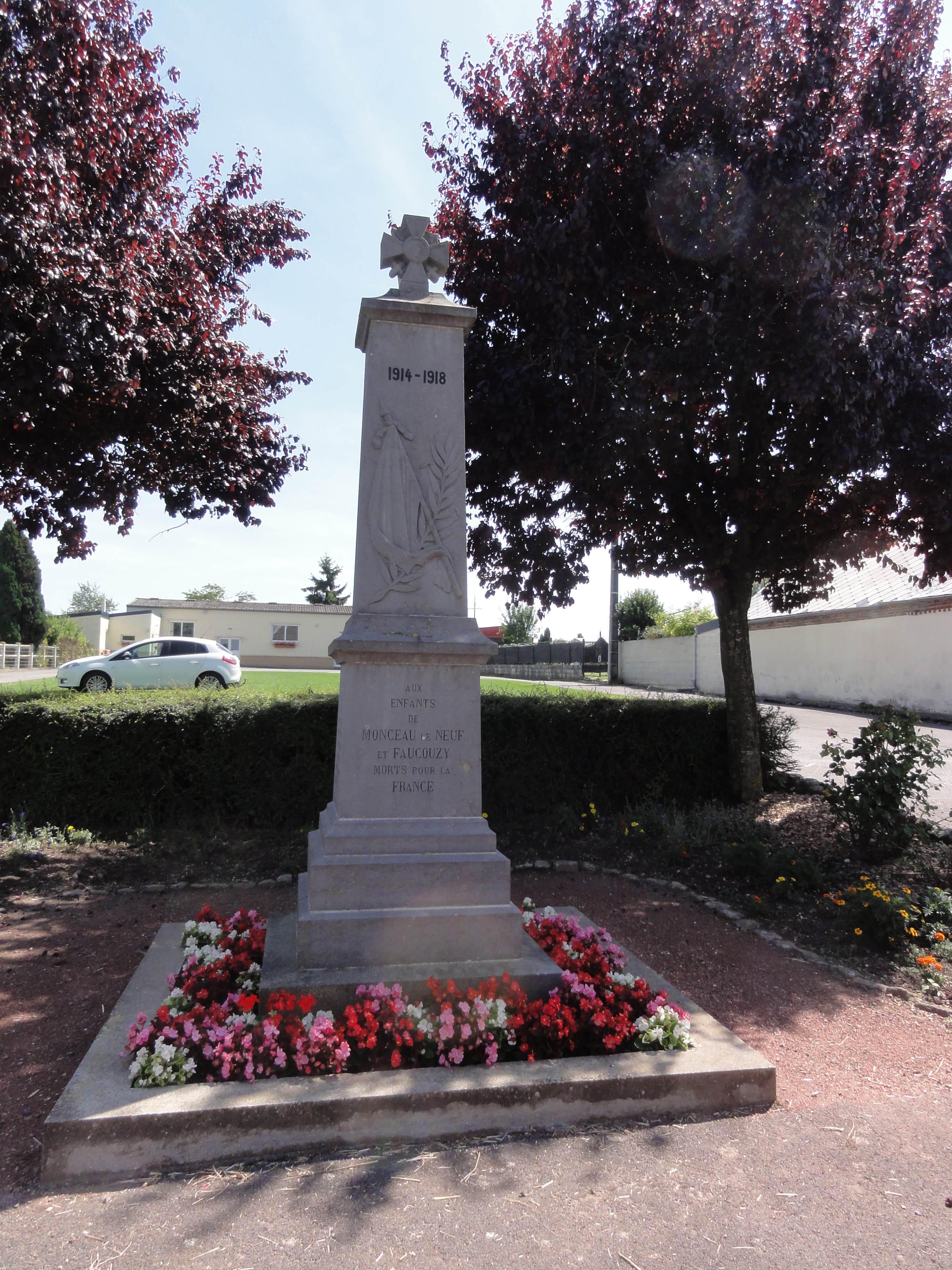
Gefallenendenkmal

## Persönlichkeiten
- Edmond Biernat (1939–2016), Fußballspieler